# Florence Buerki Akonor
Florence Buerki Akonor (* 1969) ist eine ghanaische Diplomatin.
Akonor hat seit 1994 einen Bachelor of Arts in Wirtschaft und Geschichte der Kwame Nkrumah University of Science and Technology und seit 1998 einen Master of Arts in Internationalen Beziehungen der Universität von Ghana. Zwischen 1997 und 2000 arbeitete Akonor im ghanaischen Außenministerium in verschiedenen Positionen. Von 2000 bis 2004 war sie Kanzleichef (Head of Chancery) der Hochkommission Ghanas in Neu-Delhi (Indien). Ab 2004 hatte sie den Posten der Assistentdirektorin im Außenministerium inne, bevor sie 2007 Gesandter-Botschaftsrat (Minister-Counsellor) der ghanaischen Botschaft in Addis Abeba (Äthiopien) wurde. Von 2011 bis 2013 war Akonor stellvertretende Direktorin, von 2013 bis 2014 Direktorin im Außenministerium und von 2014 bis 2017 Ministerin an der ghanaischen Hochkommission in Ottawa (Kanada). Dem folgte derselbe Posten an der Hochkommission in Pretoria (Südafrika). Von 2018 bis 2020 war Akonor wieder Direktorin am Außenministerium und von 2020 bis September 2022 Ministerin und stellvertretende Repräsentantin Ghanas bei der UNESCO in Paris (Frankreich).
Seit Oktober 2022 ist Akonor Hochkommissarin Ghanas in Malaysia, mit Sitz in Kuala Lumpur. Zusätzlich ist sie ghanaische Botschafterin in Indonesien, Kambodscha, Myanmar, Osttimor (Akkreditierung: 28. Mai 2024), in den Philippinen (Akkreditierung: 14. Mai 2024), und in Thailand.